# Boogie (film 2009)
Boogie (in spagnolo Boogie, el aceitoso) è una commedia thriller d'azione per adulti e black humor pubblicata in Argentina nel 2009, basata sul personaggio argentino Boogie, l'oleoso di Roberto Fontanarrosa e diretto da Gustavo Cova. Le voci dei personaggi principali Boogie e Marcia sono state interpretate da Pablo Echarri e Nancy Dupláa . È stato il primo film d'animazione in 3D realizzato in Argentina e America Latina.

## Trama
Boogie incontra in un bar Marzia, la fidanzata del boss mafioso Sonny Calabria, che gli chiede se la trova attraente. Boogie fa notare in modo molto scortese che è grassa, e se ne va. Qualche tempo dopo Calabria viene rinviato a giudizio, minacciato dall'esistenza di un misterioso testimone che potrebbe incriminarlo. La famiglia Calabria cercano di assumere Boogie per uccidere quel testimone, ma poiché richiede troppi soldi decidono invece di assumere Blackburn, un killer concorrente. Irritato dalla situazione, Boogie decide di rapire il testimone per costringere Calabria a pagarlo. La testimone era Marzia, che si era trasformata in una figura magra dopo le critiche di Boogie, costringendo i Calabria a lasciarla e a mettersi insieme con un'altra donna grassa, poiché preferiva le donne grasse. Marzia si innamora di questo apparente eroe, nonostante la sua costante violenza e mancanza di sentimenti, finché non scopre i suoi veri piani. Cerca di sfuggirgli, ma Boogie la cattura e negozia la cessione ai Calabria.
Tuttavia, dopo averla scambiata, Boogie inizia a sentirsi in colpa e decide di tornare indietro e salvare Marzia. Decide di portarla al processo, che aspettava la sua testimonianza, e attraversa il paese a grande velocità. Durante il processo, l'avvocato di Calabria cerca di uccidere Marcia ma Boogie invece gli spara. Sonny evoca un gran numero di sicari che si sono infiltrati nella scena, ma Boogie inizia a ucciderli tutti. Marzia, che finora era stata riluttante alla violenza di Boogie, prende due delle sue pistole e inizia a uccidere anche lei, e finisce con l'uccidere Calabria per averla lasciata. Boogie vede Marcia, armata di pistole e tutta ricoperta di sangue, e si innamora di lei.
Tre mesi dopo l'evento, Marzia dichiara in un diario che da allora non sa nulla di Boogie, e ha deciso che probabilmente era meglio così, e inizia a pensare che Boogie potrebbe essere in una zona di guerra a fare quello che sa fare meglio. . Più tardi, possiamo vedere Boogie in un campo di battaglia come mercenario, solo per guardarlo puntare il suo fucile di servizio M16 direttamente verso la telecamera per dire "Ce n'è un po' anche per te".

## Produzione
Gustavo Cova è stato contattato da José Luis Masa, proprietario di Illusion Studios, che stava lavorando ad un progetto del film. Roberto Fontanarrosa, ideatore del personaggio dei fumetti, aveva letto e curato una sceneggiatura provvisoria.  Fontanarrosa morì poco dopo, ma si decise di portare avanti il progetto. Cova ritenne poi che si potesse riuscire a passare dal fumetto al cinema rimanendo fedeli allo stile del personaggio e allo stile dello stesso Fontanarrosa. Riteneva che il film sarebbe stato grottesco se fosse stato girato con degli attori, ma essendo umoristico funzionava meglio.
A differenza dei fumetti, che sono realizzati con brevi battute, il film non è realizzato con una serie di brevi inquadrature ma con una grande trama. Tuttavia, molti dei fumetti creati da Fontanarrosa furono inclusi come parte della trama. A Boogie manca anche nei fumetti una spalla femminile: sebbene Marcia esista in questi media, è solo uno dei tanti altri personaggi secondari abusati o insultati da Boogie. Il personaggio di Marcia nel film raccoglie in un unico personaggio situazioni di tanti altri.  È stata concepita anche come una femme fatale, nonostante la mancanza di tali personaggi nell'opera di Fontanarrosa.

## Accoglienza
In Argentina, questo film è uscito al terzo posto dietro Surrogates e El secreto de sus ojos, guadagnando $ 661.954 pesos ($ 125.370 USD ).